# Prosper Jutier
Silvain-Charles-Prosper Jutier, né à Moulins le 1er juin 1826 et mort dans la même ville le 8 avril 1885, est un ingénieur des mines français. Il a notamment travaillé sur les sources minérales de Plombières-les-Bains.

## Biographie
Fils et frère de magistrat, Silvain Jutier était bourbonnais par son père comme par sa mère. Il intégra l'École polytechnique en 1844. Il devint ingénieur des mines et fut plus tard inspecteur général des mines.
Il entreprit des travaux de réfection des sources de Plombières-les-Bains entre 1856 et 1861. Ces travaux ont permis d'augmenter – plus que doubler – le débit des eaux minérales recueillies. Il fut décoré de la Légion d'honneur en 1858 pour ces travaux et en fut promu officier en 1880.
Il explore en 1857 une piscine qui faisait partie de l'ensemble thermal gallo-romain de Plombières. Cette piscine, située sous la rue Stanislas et classée monument historique par arrêté du 11 août 1980, porte aujourd'hui le nom de  piscine Jutier.
Il mourut, célibataire et sans postérité, à Moulins le 8 avril 1885 et fut enterré dans le caveau de famille au cimetière de Moulins. 
Le centre Calodaé, place du Bain Romain à Plombières-les-Bains, contient une galerie portant son nom.

## Publications
- Prosper Jutier, Jules Lefort, Études sur les eaux minérales et thermales de Plombières, Paris, J.-B. Baillière et fils, 1862, 220 p.